# Sanayi (métro d'Izmir)
Pour les articles homonymes, voir Sanayi.
Sanayi est une station de la ligne 1 du métro d'Izmir.